# Matti Breschel
Matti Breschel (* 31. August 1984 in Ballerup) ist ein ehemaliger dänischer Radrennfahrer.

## Radsportlaufbahn
Nachdem Breschel 2004 bei den dänischen Straßenmeisterschaften der Elite den dritten Platz belegte und Sechster im U23-Straßenrennen der Weltmeisterschaften 2004 in Verona wurde, erhielt er beim UCI ProTeam CSC seinen ersten  Vertrag bei einem internationalen Radsportteam.
Im Verlauf seiner Karriere gewann Breschel vornehmlich im Sprint mehrere internationaler Rennen, darunter den Massensprint der Schlussetappe der Vuelta a España 2008. Bei den Weltmeisterschaften 2008 im italienischen Varese wurde er Dritter hinter dem Solosieger Alessandro Ballan und Damiano Cunego, der vor ihm den Sprint der Verfolger gewann. 2009 wurde er dänischer Meister im Straßenrennen. Zu Saisonbeginn 2010 gewann er den Halbklassiker Dwars door Vlaanderen. Bei den Weltmeisterschaften 2010 gewann er die Silbermedaille hinter Thor Hushovd, der vor Breschel den Sprint des Vorderfelds gewann. Bei der Luxemburg-Rundfahrt 2014 gelang ihm der bisher einzige Gesamtwertungssieg bei einem internationalen Etappenrennen.
Mit Ablauf der Saison 2019 beendete Breschel seine Laufbahn als Radrennfahrer.

## Auszeichnungen
Im Dezember 2010 wurde Matti Breschel in Dänemark zum „Radsportler des Jahres“ gewählt.

## Sonstiges
Matti Breschel zog im Alter von 17 Jahren von zuhause aus, um in New York als Model zu arbeiten.

## Erfolge
| 2007 - eine Etappe Post Danmark Rundt - eine Etappe Irland-Rundfahrt 2008 - Commerce Bank International Championship - eine Etappe Ster Elektrotoer - zwei Etappen Post Danmark Rundt - eine Etappe Vuelta a España - Weltmeisterschaft – Straßenrennen 2009 - eine Etappe Katalonien-Rundfahrt - eine Etappe Luxemburg-Rundfahrt - eine Etappe Tour de Suisse - Dänischer Meister – Straßenrennen - eine Etappe Post Danmark Rundt | 2010 - Dwars door Vlaanderen - eine Etappe Post Danmark Rundt - Weltmeisterschaft – Straßenrennen 2012 - eine Etappe Burgos-Rundfahrt 2013 - zwei Etappen Post Danmark Rundt 2014 - Gesamtwertung und zwei Etappen Luxemburg-Rundfahrt 2015 - zwei Etappen Post Danmark Rundt |

## Grand-Tour-Platzierungen
| Grand Tour            | 2007 | 2008 | 2009 | 2010 | 2011 | 2012 | 2013 | 2014 | 2015 | 2016 | 2017 | 2018 | 2019 |
| --------------------- | ---- | ---- | ---- | ---- | ---- | ---- | ---- | ---- | ---- | ---- | ---- | ---- | ---- |
| Giro d’ItaliaGiro     | 120  | –    | –    | –    | –    | –    | DNF  | –    | –    | –    | –    | –    | DNF  |
| Tour de FranceTour    | –    | –    | –    | 139  | –    | –    | –    | –    | –    | DNF  | –    | –    | –    |
| Vuelta a EspañaVuelta | –    | 48   | 68   | –    | DNF  | 159  | –    | –    | –    | –    | –    | –    | –    |

## Teams
- 2005–2007 Team CSC
- 2008 Team CSC-Saxo Bank
- 2009–2010 Team Saxo Bank
- 2011–2012 Rabobank Cycling Team
- 2013 Team Saxo-Tinkoff
- 2014–2015 Tinkoff-Saxo
- 2016 Cannondale Pro Cycling Team
- 2017 Astana Pro Team
- 2018 EF Education First-Drapac powered by Cannondale
- 2019 EF Education First